# Hand Star Game

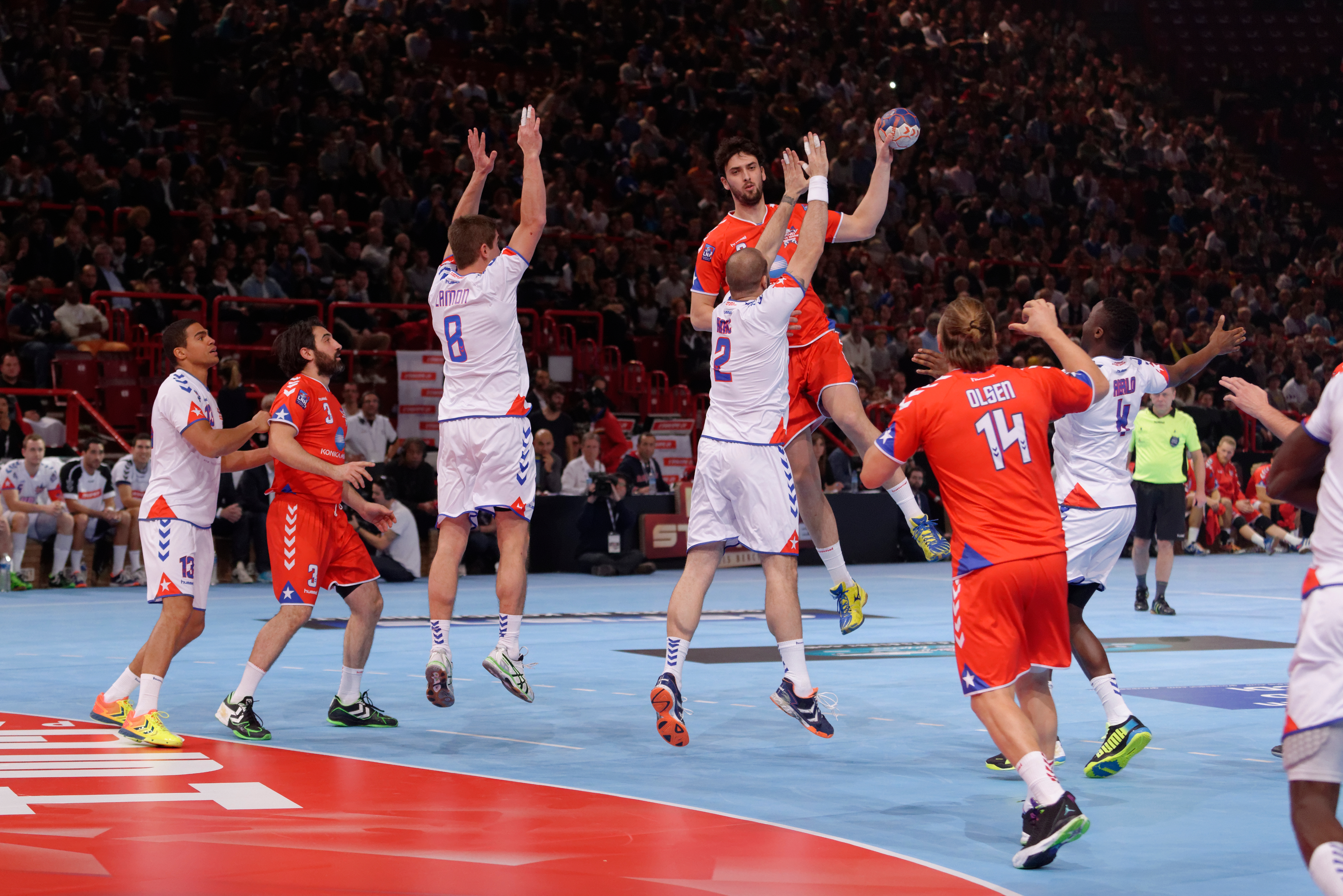
La sélection étrangère (en rouge) à l'attaque face à la sélection française lors du Hand Star Game 2013.

Le Hand Star Game est un match amical annuel de handball opposant une sélection des meilleurs joueurs français aux meilleurs joueurs étrangers évoluant dans le Championnat de France masculin de handball à l'image de ce qui se fait en basket-ball. En plus, de ce match amical la LNH a mis en place une série d'animations pour encore plus de spectacle et ravir les spectateurs.
Le premier Hand Star Game de l'histoire s'est déroulé le 7 décembre 2013 au palais omnisports de Paris-Bercy.

## Palmarès
| Année  | Salle             | Ville       | Vainqueur           | Score   | Adversaire          | MVP                                    |
| ------ | ----------------- | ----------- | ------------------- | ------- | ------------------- | -------------------------------------- |
| 2013   | Paris-Bercy       | Paris       | Sélection française | 55 - 54 | Sélection étrangère | Luc Abalo (Sélection française)        |
| 2014   | Park&Suites Arena | Montpellier | Sélection étrangère | 41 - 40 | Sélection française | Mathieu Grébille (Sélection française) |
| 2015 , | AccorHotels Arena | Paris       | Sélection française | 43 - 38 | Sélection étrangère | Luc Abalo (Sélection française)        |
| 2017   | AccorHotels Arena | Paris       | Sélection étrangère | 37 - 34 | Sélection française | Vincent Gérard (Sélection française)   |
| 2018   | AccorHotels Arena | Paris       | Sélection étrangère | 39 - 38 | Sélection française | David Balaguer (Sélection étrangère)   |

## Les différents concours

### Le dernier rempart
Le dernier rempart met à l'honneur les gardiens de but. Les quatre gardiens de but sélectionnés pour le Hand Star Game s'affrontent lors d' un concours original proposant divers ateliers. À l'issue de ces ateliers, le gardien de buts ayant marqué le plus de point se voit attribuer le titre de dernier rempart.
'
| Année | Vainqueur       | Adversaires                                       |
| ----- | --------------- | ------------------------------------------------- |
| 2013  | Vincent Gérard  | Yann Genty, Slaviša Đukanović, Nebojša Stojinović |
| 2014  | Vincent Gérard  | Thierry Omeyer, Gorazd Škof, Aljoša Rezar (de)    |
| 2015  | Mate Šunjić     | Vincent Gérard, Thierry Omeyer, Yassine Idrissi   |
| 2017  | Yassine Idrissi | ?                                                 |
| 2018  | Yassine Idrissi | Vincent Gérard, Jef Lettens, Rémi Desbonnet       |